# موتور بمب شهداي بهرام نجاد (أرزوئية)
موتور بمب شهداي بهرام نجاد (بالإنجليزية: Mowtowr Pamp-e Shahaday Bahram Nezhad)‏ هي منطقة سكنية تقع في إيران في Arzuiyeh Rural District.